# Alright, Still
Alright, Still je debitantski album britanske kantautorice Lily Allen objavljen 14. srpnja 2006. pod diskografskom kućom Regal Records.

## O albumu
Kada je Lily 2004. potpisala ugovor za Regal Records oni su joj dali 25.000 funti da snimi album. U studenome 2005. otvorila je svoj MySpace račun na koji je počela objavljivati demosnimke svojih pjesama koje su se kasnije našle na albumu. Ubrzo nakon objavljivanja albuma 2006. uslijedio je veliki uspjeh na top listama i platinata nagrada. Do sada je prodan u više od 2,5 milijuna primjeraka.

### Pjesme
Lily je izjavila da album govori o njenom životu. Pjesme "Smile", "Not Big" i "Shame For You" govori o njenom bivšem dečku. U pjesmi "Kncok 'Em Out" u kojoj se nalazi i naslov pjesme govori kako se izruguje dečkima koji ju zaprose u lokalnom baru. Te u pjesmi "Alfie" govori o svom bratu koji se zove Alfie.

## Singlovi

### Smile
Prvi singl "Smile" postao je veliki hit, njen prvi broj jedan u Ujedinjenom Kraljevstvu te je dobio zlatnu certifikaciju.

### LDN
"LDN" je drugi singl s albuma, a pjesma govori o životu u Londonu (LDN je internetski žargon za London).

### Littlest Things
"Littlest Things" je treći singl s albuma koji je svoju najveću popularnost stekao u Aziji gdje je postao veliki hit.

### Shame For You / Alfie
"Shame For You" / "Alfie" je četvrti ujedno i posljednji singl s albuma. Radi se o dvostrukom A-singlu. "Shame For You" govori o njenom bivšem dečku, dok "Alfie" govori o njenom bratu.

## Popis pjesama
1. "Smile"
2. "Knock 'Em Out"
3. "LDN"
4. "Everything's Just Wonderful"
5. "Not Big"
6. "Friday Night"
7. "Shame For You"
8. "Littlest Things"
9. "Take What You Take"
10. "Friend of Mine"
11. "Alfie"

### Bonus pjesme

#### Britanska iTunes verzija
12. "Blank Expression"

#### Američko izdanje
12. "Nan You're a Window Shopper"

13. "Smile" (Mark Ronson remix)

#### Japansko izdanje
12. "Cheryl Tweedy"
13. "Absolutely Nothing"

#### Francusko izdanje
12. "Mr. Blue Sky"

#### iTunes Deluxe izdanje
12. "Mr. Blue Sky"

13. "Cheryl Tweedy"

14. "Nan You're a Window Shopper"

15. "Blank Expression"

16. "Absolutely Nothing"

17. "U Killed It"

18. "Everybody's Changing" 

19. "Naive" (uživo)

## Top liste
| Top lista (2006.) | Najviša pozicija |
| ----------------- | ---------------- |
| Argentina         | 3                |
| Australija        | 7                |
| Belgija           | 24               |
| Nizozemska        | 27               |
| Francuska         | 47               |
| Irska             | 6                |
| Italija           | 22               |
| Novi Zeland       | 22               |
| Norveška          | 15               |
| Švedska           | 42               |
| Švicarska         | 53               |
| UK                | 2                |
| Kanada            | 21               |
| SAD Billboard 200 | 20               |

## Certifikacije
| Država                 | Certifikacija |
| ---------------------- | ------------- |
| Argentina              | Zlatna        |
| Austrija               | Platinasta    |
| Irska                  | Platinasta    |
| Novi Zeland            | Zlatna        |
| Ujedinjeno Kraljevstvo | 3x Platinasta |
| Kanada                 | Zlatna        |
| SAD                    | Zlatna        |
| Europa                 | Platinasta    |

## Datumi objavljivanja albuma
| Zemlja                 | Datum              |
| ---------------------- | ------------------ |
| Europa                 | 14. srpnja 2006.   |
| Ujedinjeno Kraljevstvo | 17. srpnja 2006.   |
| Meksiko                | 24. srpnja 2006.   |
| Australija             | 29. srpnja 2006.   |
| Tajland                | 4. kolovoza 2006.  |
| Brazil                 | 25. kolovoza 2006. |
| Kanada                 | 19. rujna 2006.    |
| Japan                  | 4. listopada 2006. |
| SAD                    | 30. siječnja 2007. |